# Nikolaï Iejov
Pour les articles homonymes, voir Iejov.
Nikolaï Ivanovitch Iejov (en russe : Николай Иванович Ежов, prononciation de Nikolaï Iejov : /nʲɪkɐˈlaj jɪˈʐof/), né le 19 avril 1895 (1er mai dans le calendrier grégorien) dans un village de l'actuelle Lituanie, faisant partie à cette date de l'Empire russe, et mort fusillé le 4 février 1940 à Moscou, est un policier et homme politique soviétique.
Chef suprême du NKVD de septembre 1936 à novembre 1938, il est le principal organisateur des Grandes Purges staliniennes au cours desquelles plus de 750 000 personnes furent exécutées. Il finit accusé de trahison pour la tuerie de masse qu'il avait perpétrée sur ordre de Staline, l'objectif étant de dédouaner ce dernier malgré son implication indéniable dans le massacre. Iejov est arrêté, torturé, exécuté et retiré des photos officielles par la propagande du Parti.

## Biographie
Iejov est né en 1895 dans une famille de quatre enfants dans le village de Veiverai, dans l'actuelle Lituanie. Son père était policier local (dans la garde du zemstvo). Sa famille s'installe dans le bourg de Marijampolé, où son père avait reçu une promotion dans la police.
Son instruction s'est limitée à l'école primaire, Iejov indiquant dans sa biographie écrite en 1923 l'avoir quittée la première année (ce qui était une affirmation positive pour un bolchevik à une date où les intellectuels étaient tenus en suspicion) mais ayant plus vraisemblablement achevé le cycle de trois années ce qu'atteste son expression russe écrite correcte. Iejov commence à travailler comme ouvrier tailleur pendant 5 ans à partir de 14 ans. Il indique également dans sa biographie avoir travaillé aux usines Poutilov à Saint-Pétersbourg puis avoir participé en 1913 à une grève dans une usine de caoutchouc « Le Triangle ». Ces emplois dans des usines de Saint-Pétersbourg ne sont nullement prouvés et relèvent probablement d'une fiction constituant un atout pour faire carrière dans l'appareil Communiste. Il adhère au parti bolchévique après 1917.
Jusqu'à la fin des années 1920, il est permanent du Parti dans le Kazakhstan. Son ascension débute en 1929 et il accède rapidement au sommet de la hiérarchie communiste : vice-commissaire du peuple à l'Agriculture, il est chargé l'année suivante de l'organisation interne du parti. Il gère en effet les sections des cadres et les affectations du Comité central, fonction qui lui donne pouvoir et surtout influence sur l'appareil. Staline commence dès cette époque à veiller sur lui.
Type accompli de l’apparatchik inconditionnellement fidèle à Staline, soutenu par Lazare Kaganovitch, Iejov est membre du Comité central en 1934. Il dirige ensuite la section du Comité central chargée de l'industrie avant d'être élu à la commission exécutive du Komintern.
Nommé vice-président de la Commission centrale de contrôle, il dirige à ce poste l'activité du NKVD (le commissariat du peuple aux Affaires intérieures, la police politique de l'Union soviétique). En 1936, il remplace Guenrikh Iagoda au poste de commissaire du peuple à l'Intérieur où il poursuit et accentue les purges entreprises par son prédécesseur, d'où le nom « Iejovtchina » qu'on donne à cette « Grande Terreur », qui gagne en intensité jusqu'à l'assassinat d'une balle dans la tête d'au moins 750 000 personnes (soit environ un citoyen soviétique sur 200) pour atteindre les quotas d'« ennemis du peuple » fixés par villes ou régions : « parasites », « saboteurs », « opportunistes », « koulaks », « trafiquants », « réfractaires », « déserteurs », « éléments tièdes » ou « contre-révolutionnaires », « propagandistes religieux », « espions » et autres « agents de l'impérialisme ».
Chef suprême de la police politique durant deux ans — du 25 septembre 1936 au 24 novembre 1938 —, Iejov est à ce titre le principal exécutant des Grandes Purges décidées par Staline. Ainsi, sur ordre du GenSek, il monte en 1937 un dossier d'accusation contre le chef de l'Armée rouge, Mikhaïl Toukhatchevski. Toujours sur ordre de Staline, il fait fusiller son prédécesseur Guenrikh Iagoda, en 1938, après l'avoir fait arrêter en avril de l'année précédente.
Sur un plan plus personnel, il est décrit diversement comme un alcoolique, prédateur sexuel appréciant les orgies avec des « camarades secrétaires » des deux sexes, et avec une tendance prononcée pour le sadisme, bien que périodiquement dépressif,. Il assiste fréquemment aux exécutions et prend part personnellement aux séances de torture des accusés les plus connus.
Lorsque Staline décide d'arrêter les « Grandes Purges », il lui faut un prétexte. Il se retourne alors contre Iejov, accusé d'avoir laissé infiltrer le NKVD par des agents étrangers, qui auraient ordonné le massacre de citoyens respectables. Iejov frappe alors dans ses propres rangs, « purgeant » environ 14 000 tchékistes. Sentant que le vent tourne, plusieurs hauts gradés du NKVD se désolidarisent de Iejov, fragilisant dangereusement sa position.
En effet, la position du chef du NKVD ne tarde pas à se dégrader : il est à son tour démis de ses fonctions en décembre 1938. Il est remplacé par Lavrenti Beria, son second, et mis à l'écart du milieu policier. Nommé commissaire du peuple aux Transports maritimes et fluviaux, il ne peut exercer longtemps ses nouvelles fonctions car il sombre dans la dépression et l'alcoolisme. Arrêté en 1939, Iejov, lors de son procès, reconnaît comme crime la « purge » des 14 000 tchékistes, ce qui lui vaut d'être rapidement fusillé dans sa prison, le 4 février 1940, par le bourreau Vassili Blokhine, sur ordre de Staline et de Beria.
Surnommé « le nabot sanguinaire » — il mesurait 1,52 m —, Iejov a été liquidé pour que fût attribuée à lui seul la responsabilité de la terreur et des purges, ce qui laissait croire que Staline, « pas mis au courant », aurait été trahi. Iejov passe ainsi, comme beaucoup d'autres, du statut de « camarade de confiance » à celui d'« ennemi du peuple ». Ses derniers mots ont été pour l'homme dont il s'était fait la marionnette : « Dites à Staline que je meurs avec son nom sur mes lèvres. »

## Vie familiale
Iejov se marie une première fois en 1919 avec la marxiste Antonia Titova, dont il divorce en 1930. Il se remarie la même année avec Evguénia Feigenberg (Khayoutina-Iejova) ; ils restent mariés jusqu'au suicide de cette dernière en 1938. Iejov et Feigenburg ont eu une fille adoptive, Natalia, recueillie dans un orphelinat. Après la mort de Iejov, Natalia a été envoyée en orphelinat et le nom Iejov a été supprimé de son état-civil. Elle a été ensuite connue sous le nom de Natalia Khayoutina.
En 1998, Natalia Khayoutina a tenté d'obtenir une révision du procès de son père adoptif, en vue d’une réhabilitation. L'accusation a rejeté celle-ci en raison de dommages graves causés au pays par les activités de Iejov, ce qui a été approuvé par le collège militaire de la Cour suprême de la fédération de Russie le 4 juin 1998.

## Photographies

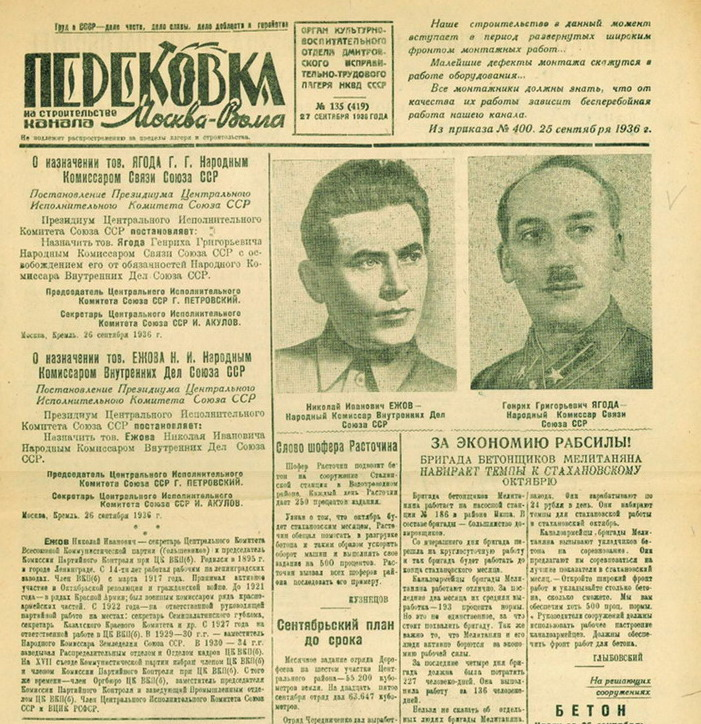
Le journal du Goulag, Perekovka, annonçant le remplacement de Guenrikh Iagoda par Nikolaï Iejov en 1936.
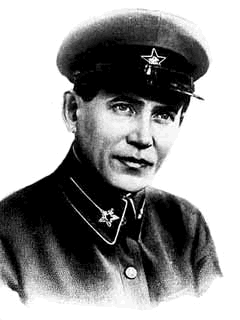
Dans son uniforme de commissaire du peuple à la sécurité d’État.
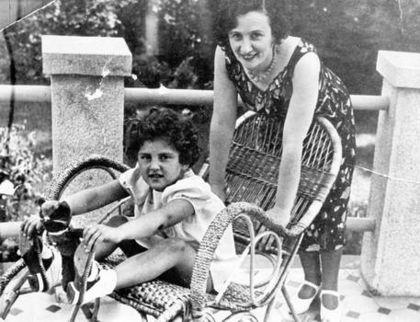
Sa femme Evguénia avec leur fille adoptive Natalia.
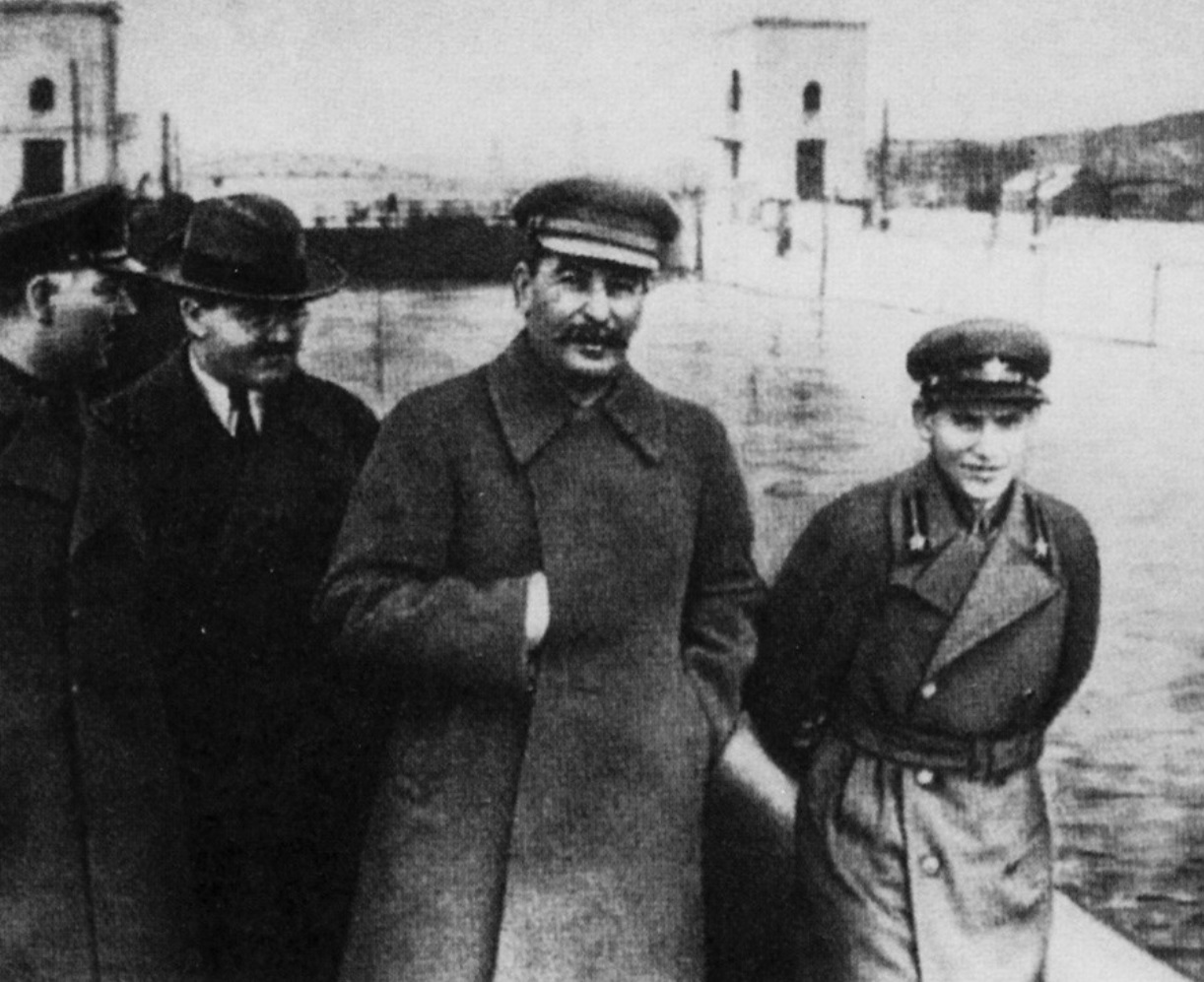
Nikolaï Iejov (à droite) avec Kliment Vorochilov, Viatcheslav Molotov et Joseph Staline.
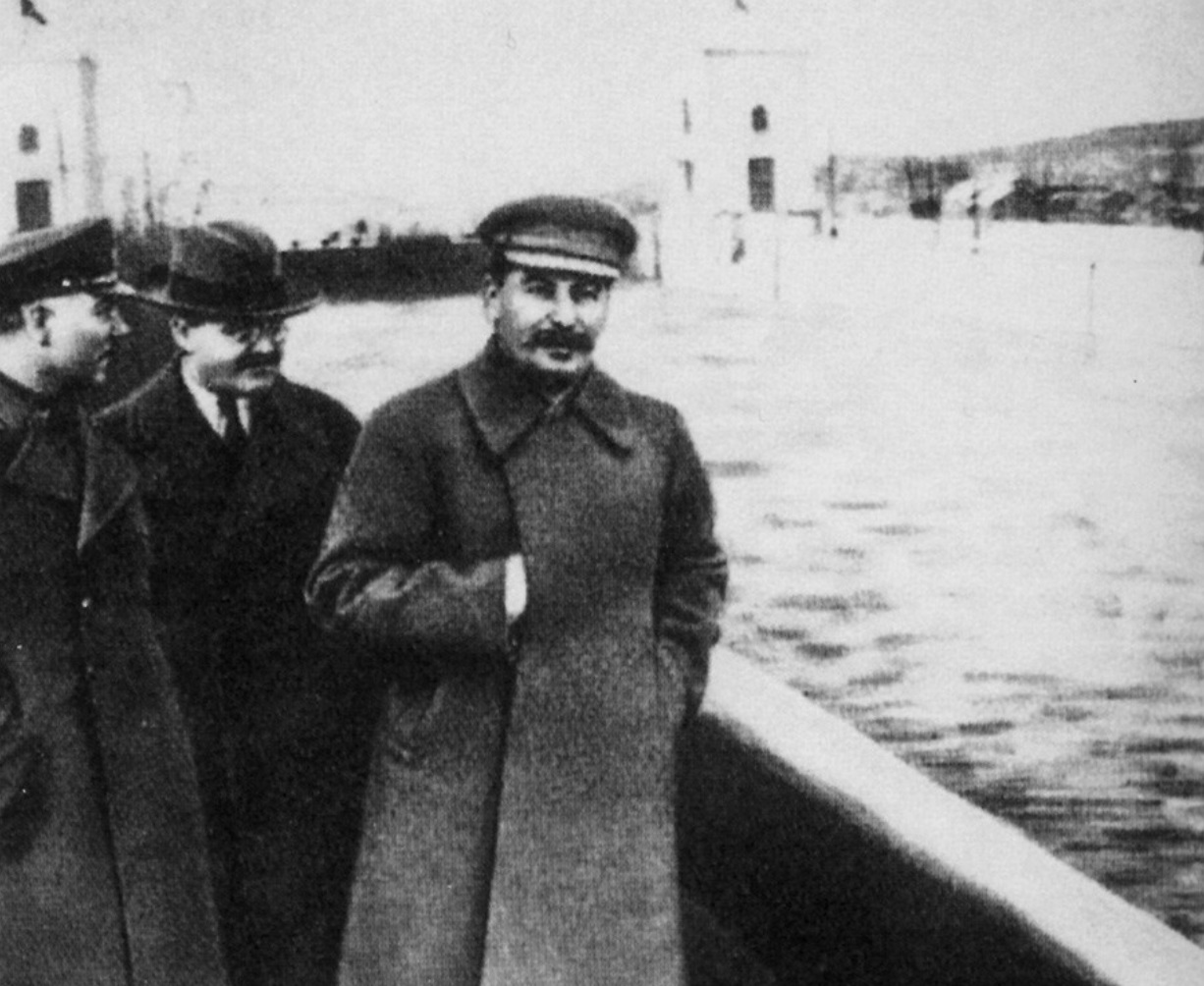
La même photo ayant été modifiée pour effacer la présence de Iejov après sa chute et son exécution.